# فيكتور دانيلسن
فيكتور دانيّلسن (بالدنماركية: Victor Danielsen)‏ هو مترجم الكتاب المقدس ‏ ومترجم دنماركي، ولد في 28 مارس 1894 في Søldarfjørður ‏ في جزر فارو، وتوفي في 2 فبراير 1961 في Fuglafjørður ‏ في جزر فارو.